# Natalie Portman
Natalie Portman eller Natalie Hershlag (født 9. juni 1981) er en israelsk-amerikansk skuespiller. Hun er særligt kendt for sine roller som Evey i V for Vendetta og som Padmé i Star Wars-filmene.
Hun blev født i Jerusalem, men hendes familie flyttede kort efter til USA. Hun blev opdaget af en agent fra Revlon, der ønskede hun skulle arbejde som model, i en alder af 11. Derefter gik det videre til filmverdenen, hvor hun fik sin debut i den prisbelønnede Léon, i en alder af 12. Hun blev i 2004 nomineret til en Oscar, for sin rolle i filmen Closer.
I 1999 meldte Natalie Portman sig ind på Harvard Universitet for at studere psykologi, og i 2003 modtog hun sin bachelorgrad. I 2011 vandt hun Golden Globe prisen i kategorien Bedste Kvindelige Hovedrolle for filmen Black Swan, og samme år vandt hun en Oscar for bedste kvindelige hovedrolle i Black Swan.

## Filmografi
- Léon (1994)
- Developing (1995)
- Heat (1995)
- Beautiful Girls (1996)
- Everyone Says I Love You (1996)
- Mars Attacks! (1996)
- Anywhere But Here (1999)
- Star Wars Episode I: Den usynlige fjende (1999)
- Where the Heart Is (2000)
- Zoolander (2001)
- Star Wars Episode II: Klonernes angreb (2002)
- Tilbage til Cold Mountain (2003)
- Garden State (2004)
- True (2004)
- Closer (2004)
- Star Wars Episode III: Sith-fyrsternes hævn (2005)
- V for Vendetta (2006)
- Goya's Ghosts (2006)
- Mr. Magorium's Wonder Emporium (2007)
- The Other Boleyn Girl (2008)
- The Other Woman (2009)
- Hesher
- Black Swan (2010)
- Venskab med fryns (2011)
- Your highness  (2011)
- Thor (2011)
- Thor: The Dark World (2013)
- Jackie (2016)
- Annihilation (2018)
- Thor: Love and Thunder (2022)